# Guatteria longicuspis
Guatteria longicuspis é uma espécie de magnólia. Foi descrito pela primeira vez por Robert Elias Fries. Guatteria longicuspis pertence ao gênero Guatteria, e à família Annonaceae. Não existe esse tipo listado.